# Вишеградский мост
Вишеградский мост, или мост Мехмеда-паши, — 11-пролётный каменный мост длиной 180 метров, перекинутый через реку Дрину в боснийском городе Вишеграде. Представляет собой значительный памятник средневекового турецкого инженерного искусства. Принято считать, что мост был выстроен в 1577 году по проекту Синана, а заказчиком выступил уроженец этих краев, Мехмед-паша Соколович.

## История
Помимо эстетических и инженерных достоинств, Вишеградский мост известен своей бурной историей. Во время Первой мировой войны три пролёта моста были разрушены, во время Второй мировой войны пострадали ещё пять пролётов.
В Хорватии, а также в Боснии и Герцеговине начиная с хорватского историка Милана Шуфлая и его творчества 1920-х годов, получил широкое распространение тезис о том, что «граница на Дрине» представляет собой существовавшую со времён античности цивилизационную границу между Востоком и Западом, православием и католицизмом.

## Признание
- Югославский писатель Иво Андрич вынес мост в название своего самого известного романа «Мост на Дрине», за который он был удостоен Нобелевской премии.
- В 2007 году ЮНЕСКО решило включить Вишеградский мост в число памятников Всемирного наследия.